# Orthodoxe Synagoge (Šahy)

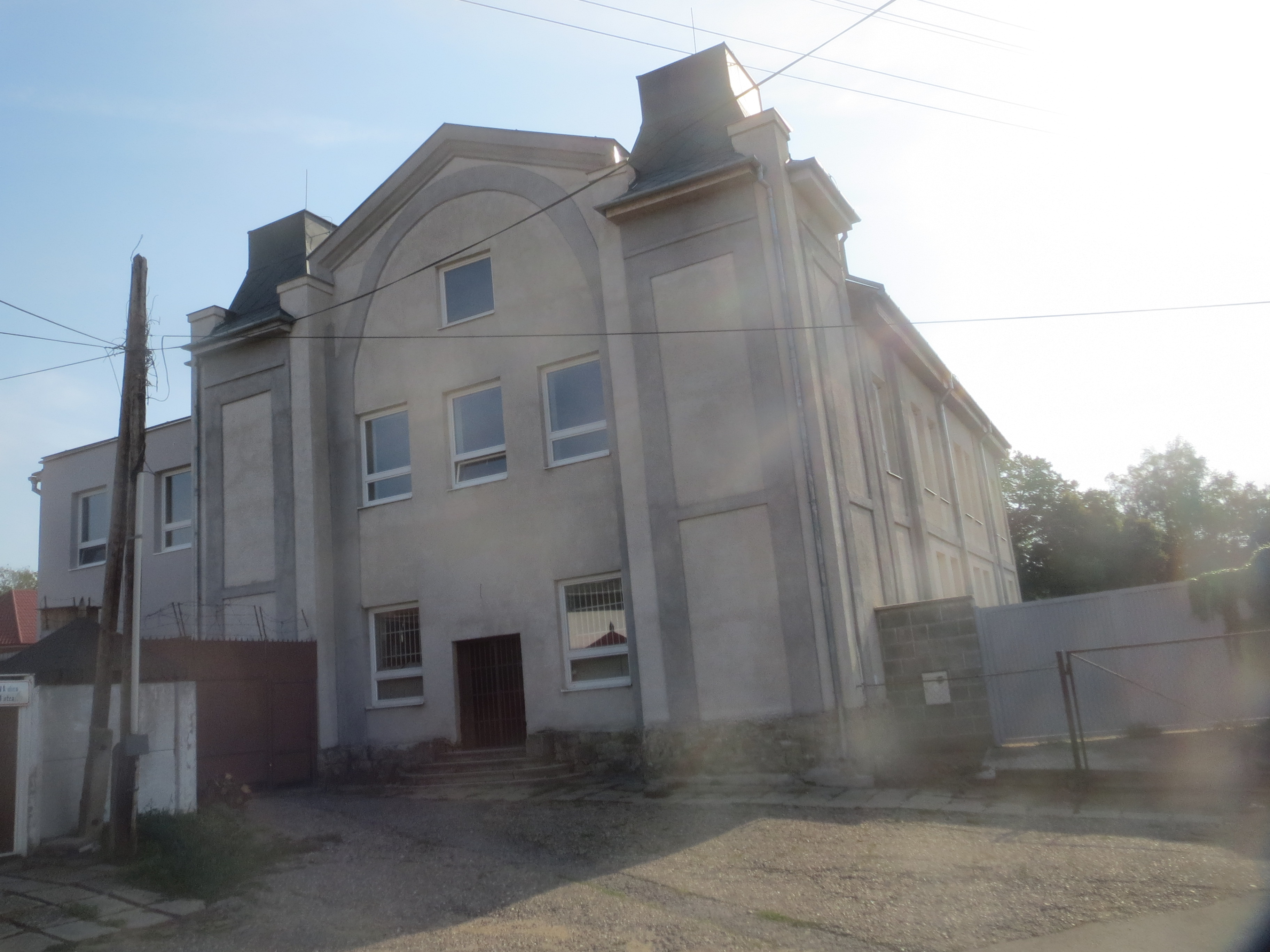
Orthodoxe Synagoge Šahy (2020)

Die orthodoxe Synagoge in Šahy in der Slowakei wurde 1929 gebaut.
Im Jahr 1876 verließen einige Familien die Status-quo-ante-Gemeinde in Šahy und gründeten eine eigenständige orthodoxe Gemeinde. Sie bauten 1929 in dem jüdischen Viertel eine eigene Synagoge. Das freistehende Gebäude war eine Mischung aus Elementen des Jugendstils und des maurischen Stils.
Bemerkenswert sind die zwei Ecktürme an der Westfassade, die den baulichen Vorschriften für orthodoxe Synagogen widersprachen.
Nach der Ermordung der jüdischen Bevölkerung wurde das Gebäude nach dem Zweiten Weltkrieg umfassend umgebaut und dient anderen Zwecken.